# Малко Брягово
Малко Брягово е село в Южна България. То се намира в община Маджарово, област Хасково.

## География
Село Малко Брягово се намира в планински район.